# جيش البحر (تونس)
جيش البحر أو البحرية الوطنية التونسية (بالإنجليزية: Tunisian Navy)، هو إحدى فروع القوات المسلحة التونسية والأسطول البحري لها. تأسس سنة 1958 بعد مضي سنتين عن تسلم تونس استقلالها من فرنسا.

نظرا لطول السواحل (حوالي 1200 كلم) واتساع المياه الإقليمية والاقتصادية التونسية، إضافة إلى موقع تونس الاستراتيجي في مفترق طرق البحر الأبيض المتوسط على مضيق الوطن القبلي، ترتكز مهام جيش البحر حول مراقبة المياه الإقليمية وحماية المناطق الاقتصادية الخالصة و رصد الحدود البحرية مع كل من إيطاليا ومالطا وليبيا والجزائر ومجابهة الإرهاب والتهريب بالإضافة إلى مساندة مجهودات الحرس البحري في مهام البحث والإنقاذ في كل نقطة من المياه التونسية. 

يتمركز الأسطول التونسي في عدة قواعد بحرية أضخمها وأهمها القاعدة البحرية الرئيسية ببنزرت وصفاقس و حلق الوادي إضافة إلى (الفوج 51 طلائع البحرية) و (الفوج 52 طلائع البحرية).

يشهد جيش البحر على غرار باقي أفرع القوات المسلحة التونسية على إثر الثورة التونسية نموا متسارعا سواءا بالموارد التقنية أو البشرية حيث اقتنى الجيش عدة سفن حديثة وطائرات بدون طيار كما دخل ميدان التصنيع العسكري البحري بقوة عبر تصنيع عدة سفن في موانئ تونسية.

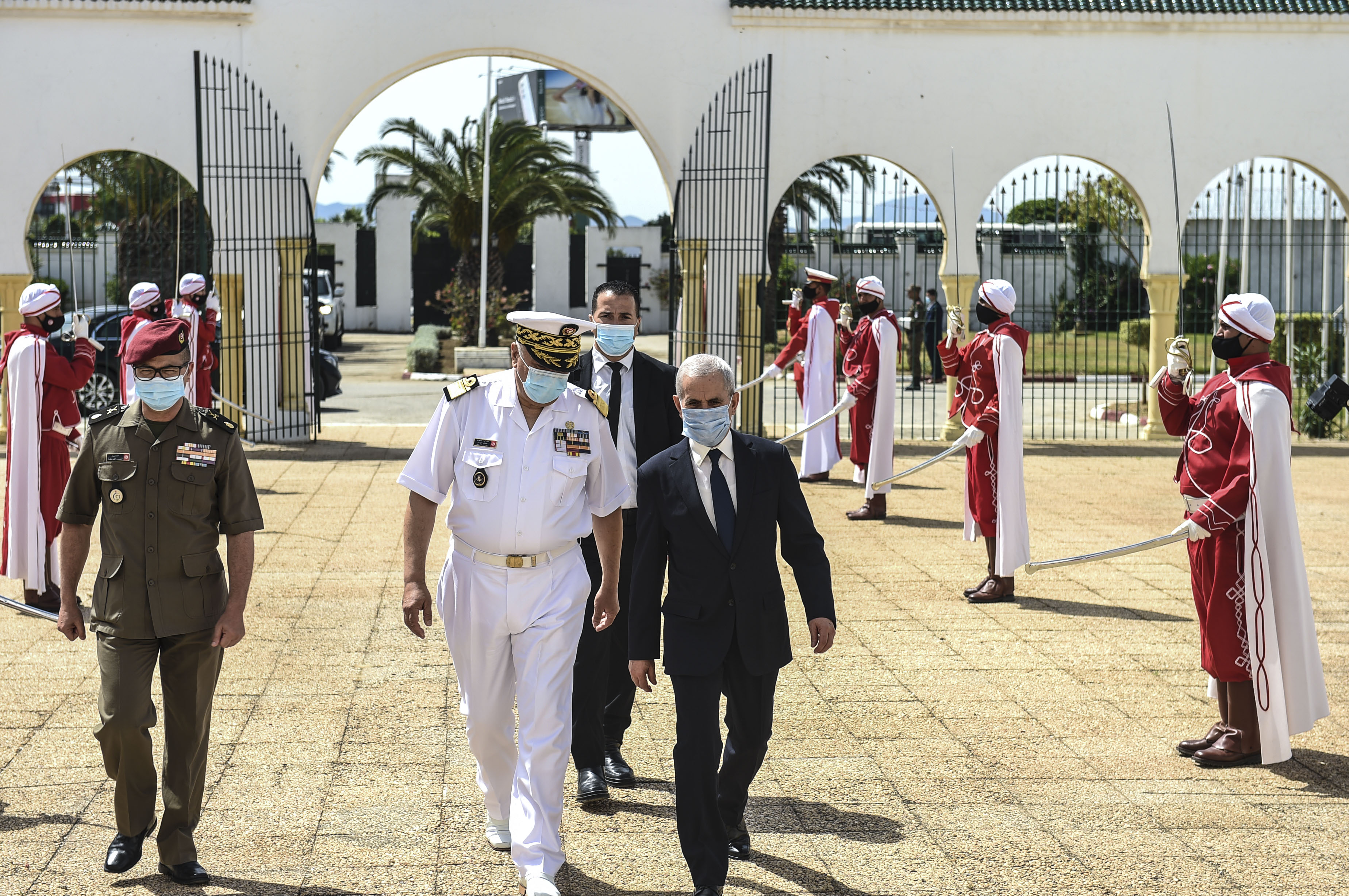
وزير الدفاع في لقاء مع الأميرال عادل جهان

## التصنيع العسكري
قامت تونس بتصنيع أول فرقيطة لها وفي العالم العربي والثانية إفريقيا بعد جنوب أفريقيا وهي استقلال بي 201، وذلك تصنيعا محليا كاملا (باستثناء المحركات والمضخات)، وبدأت الدراسة في 2012، والتصنيع في 2013، وانتهى في 2014 وبدأت العمل فعليا في 2015.

## الرتب العسكرية
|      |          |      |          |      |          |      |          |           |       |           |      |      |      |      |      |      |           |        |
| جندي | جندي أول | رقيب | رقيب أول | عريف | عريف أول | وكيل | وكيل أول | وكيل أعلى | ملازم | ملازم أول | نقيب | رائد | مقدم | نقيب | عقيد | عميد | أمير لواء | أميرال |
|      |          |      |          |      |          |      |          |           |       |           |      |      |      |      |      |      |           |        |

## العتاد

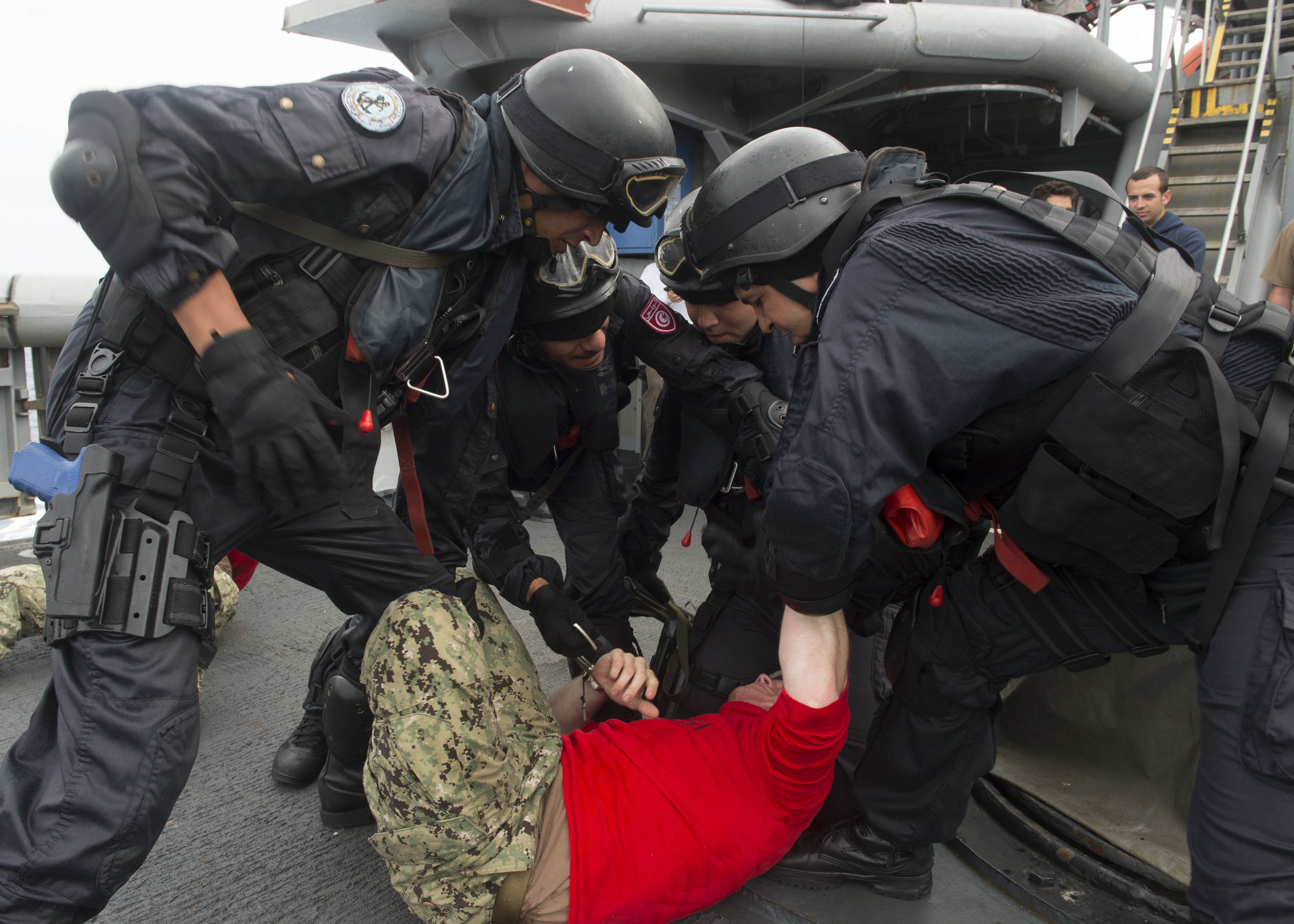
الفوج 52 طلائع مشاة بحرية خلال تمرين Phoenix Express 2015

يتضمن جيش البحر التونسي قرابة 5000 عسكري، إلى جانب عدد من المعدات والعتاد و هي كالآتي:
- زوارق صاروخية
  - 3 مقاتلة من فئة جالطة، 56 م
    - بي 501 : جالطة
    - بي 502 : تونس 
    - بي 503 : قرطاج 

  - 3 بي - 48، 48 م

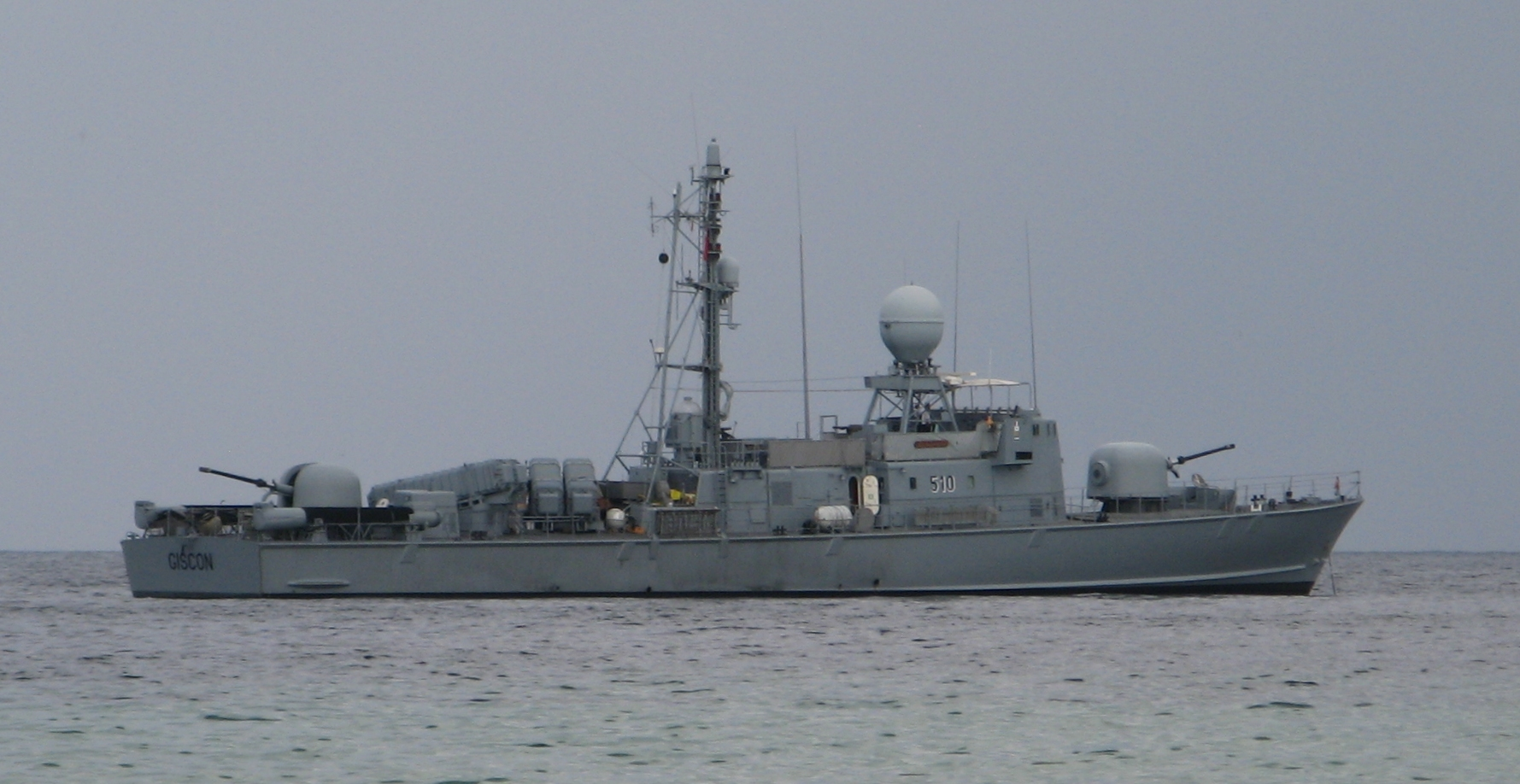
بي 510 جيسكون

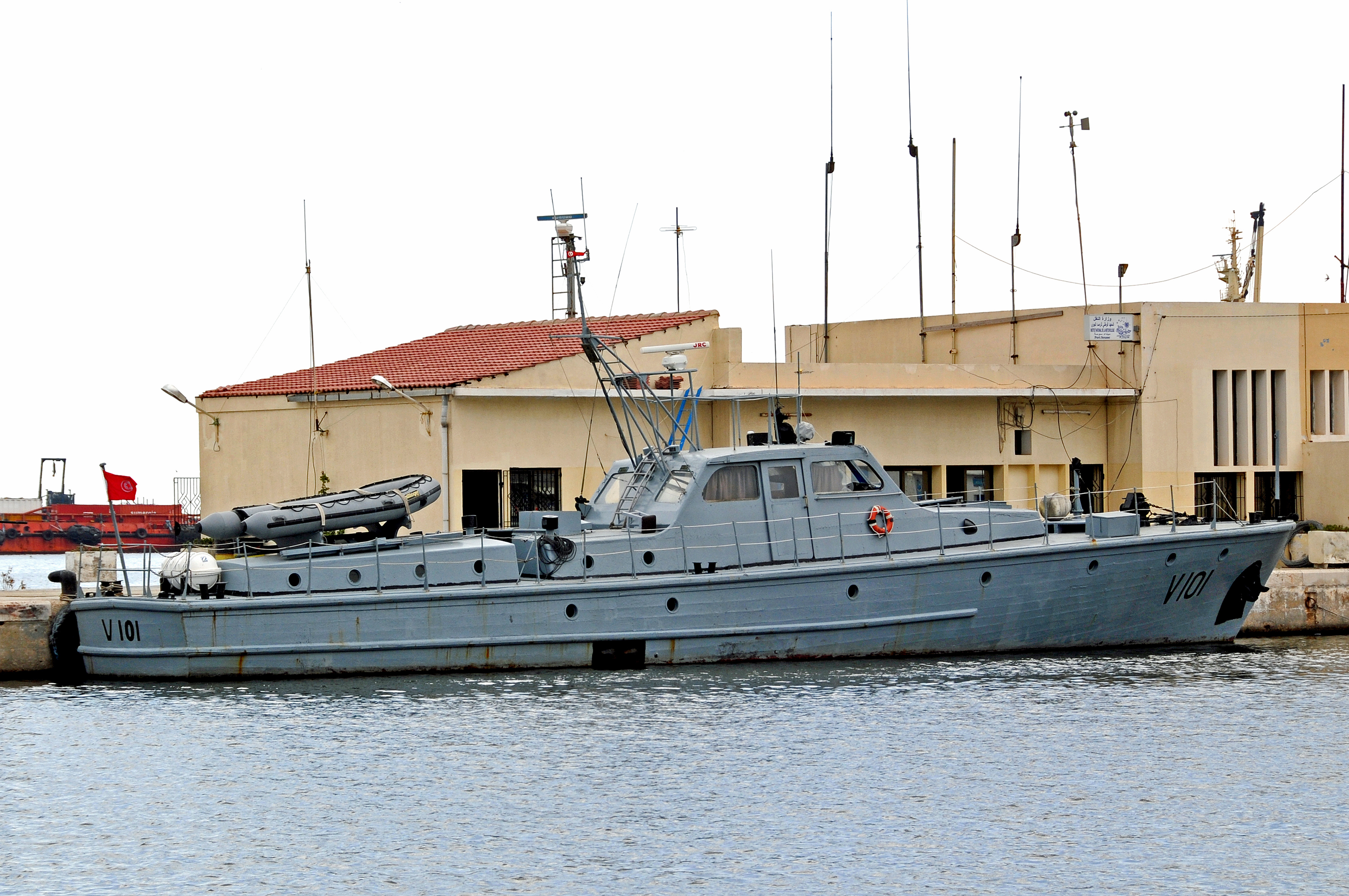
زورق دورية ف101

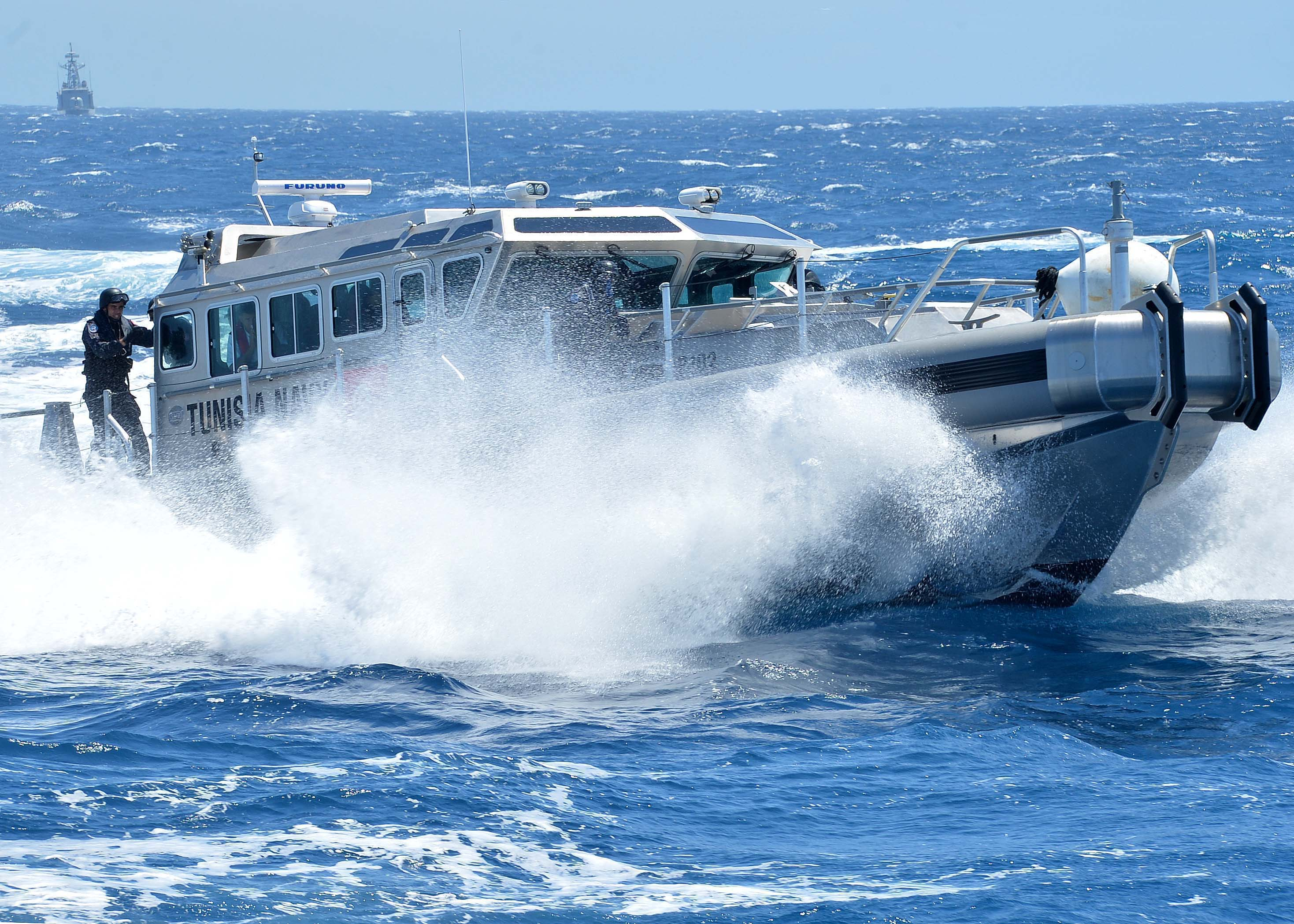
زورق دورية SAFE

  - 6 من فئة الباتروس (نوع 143 بي)، 58 م
    - بي 505 : حملقار 
    - بي 506 : هانون
    - بي 507 : هيميلكون
    - بي 508 : حنبعل
    - بي 509 : صدربعل
    - بي 510 : جيسكون

  - 3 من فئة بنزرت (نوع 48 بي)، 45 م
    - بي 301 : بنزرت 
    - بي 302 : الحرية
    - بي 301 : المنستير
- زوارق دورية
  - 4 هايزوي، 35 م
  - 11 سوكومينا، 20 م
  - 5 بريمس، 23 م
    - بيلاريجية
    - سبيطلة
    - سلوطة
    - كركوان
    - أوتيك 

  - 6 كوندور، 52 م
  - 4 قابس، 13 م
  - 4 رمضان 38، 12 م
  - 6 زوارق مختلفة، 25 م
  - 4 زوارق مختلفة، 31 م
  - 1 بي - 13 جافيار كيروغا، 36 م
- سفن المساعدة
  - 2 وايت سوماك، 41 م
    - أ 804 : طبرقة
    - أ 805 : توروغنس 

  - 1 أغور (روبرت دي كونارد)، 67/64 م
  - 1 ويلكس (تي أي جي أس - 33)، 87 م
  - 1 من فئة سيامتو، 70 م
  - 1 ساحبة ساحلية، 35 م
- زورق دورية أعالي البحار
- سيفاكس بي 611
- يوغرطة بي 610
- حانون بي 112
- صفنبعل بي 113
- زورق دورية استقلال بي 201
- زورق دورية أوتيك بي 211
- زورق دورية ركوان بي 211